# حرکات جنین

حرکت جنین در رحم مادر

حرکت جنین در رحم (به انگلیسی: Fetal movement) ناشی از فعالیت عضلانی جنین در حال رشد می‌باشد. این فعالیت و حرکت‌ها در طول بارداری تغییر می‌کنند. به محض اینکه عضلات دارای عصب جنین فعال شوند شروع به حرکت می‌کنند. در واقع حرکات اولیه جنین ناشی از تکانه‌های عصبی تولید شده از نخاع می‌باشد. هرچه سیستم عصبی کامل تر شود عضلات بیشتر به محرک‌ها پاسخ داده و جنین به‌طور غیرارادی حرکت می‌کنند.
حتی قبل از شروع مرحله جنینی، یعنی رویان شش هفته ای نیز می‌تواند کمر و گردن خود را کش و قوس دهد. در هفت هفتگی، حرکت در دست‌ها و پاها با سونوگرافی قابل تشخیص است. با این حال حرکت جنین توسط مادر دیرتر احساس می‌شود.

## حرکت اولیه جنین در سه‌ماهه اول
حرکت اولیه جنین در پایان سه‌ماهه اول با سونوگرافی سه بعدی تشخیص داده می‌شود. قسمت‌هایی از مغز جنین که حرکت را کنترل می‌کنند تا اواخر سه‌ماهه دوم و قسمت اول سه‌ماهه سوم به‌طور کامل تشکیل نمی‌شود. به همین دلیل کنترل حرکت در بدو تولد محدود است و حرکات ارادی بعد از به دنیا آمدن به تدریج با رشد نوزاد ایجاد می‌شود.
در حرکت‌های اولیه، اندام‌ها با هم حرکت می‌کنند. آن‌ها با تشکیل سلول‌های عصبی کنترل‌کننده در نخاع، به‌طور مستقل از هفته نهم شروع به حرکت می‌نمایند. در هفته یازدهم، جنین می‌تواند دهان خود را باز کرده و انگشتان خود را بمکد. در هفته ۱۲ نیز، شروع به بلع مایع آمنیوتیک می‌کند.
علاوه بر خم کردن گردن، حرکت‌های پیچیده و تعمیم یافته در ابتدای مرحله جنینی نیز، با حرکات و تکان‌هایی که کل بدن را درگیر می‌کند، اتفاق می‌افتد. حرکت دست‌ها، باسن و زانوها در هفته نهم مشاهده می‌شود. کشش و خمیازه در هفته دهم وجود دارد و حرکات جدا شده اندام اندکی بعد از آن شروع خواهد شد.

## حرکت جنین در سه‌ماهه دوم
تقریباً در هفته دوازدهم، جنین قادر است با انگشتان پا لگد بزند و آن‌ها را حلقه کند و ممکن است پاهایش را بگیرد یا با ناخن‌های خود به دیواره رحم چنگ بزند یا آن را بخاراند. همچنین در صورت تحریک خارجی روی شکم مادر واکنش نشان می‌دهد. از حدود هفته ۱۲، دیافراگم توراسیک به سمت بالا و پایین حرکت می‌کند و مثل این است که جنین در حال نفس کشیدن است، اما این حرکت حدود هفته ۱۶ از بین می‌رود و تا سه‌ماهه سوم خبری از آن نیست.
حرکاتی مانند لگد زدن ادامه دارد و مادر معمولاً در ماه پنجم برای اولین بار حرکت‌های جنین را به خوبی احساس می‌کند. در این مدت، حرکات اندام با خم شدن مفاصل و دنده‌ها پیچیده‌تر می‌شوند. زنانی که قبلاً زایمان کرده‌اند، عضلات رحم آرام تری دارند که در نتیجه نسبت به حرکت جنین حساسیت بیشتری خواهند داشت و برای آن‌ها حرکت جنین گاهی اوقات از هفته ۱۴ احساس می‌شود.
تقریباً در هفته ۲۱، جنین شروع به ایجاد یک برنامه منظم برای حرکت خود می‌کند و حرکات او نشانه‌ای از سلامت جنین می‌باشد. هرچه جنین بزرگ‌تر می‌شود حرکات ناگهانی‌اش کمتر می‌شود زیرا فضای زیادی برای تکان خوردن ندارد.

## حرکت جنین در سه‌ماهه سوم
در سه‌ماهه سوم بارداری حرکت پیچیده‌ای به نام قدم زدن ایجاد می‌شود. این حرکت متشکل از حرکت دورانی «دوچرخه سواری پاها» است که به جنین کمک می‌کند تا برای تولد آماده شود.
جنین‌های ۱۴ تا ۱۸ هفته ریتم شبانه‌روزی مشخصی را در سطح فعالیت خود نشان می‌دهند که هم توسط الکتروکاردیوگرام جنین و هم با اندازه‌گیری فعالیت حرکتی قابل تشخیص است. دوره‌های بیداری و خواب برای جنین با خواب و بیداری مادر مطابقت ندارند. جنین‌ها از ساعت ۹ صبح تا ۲ بعد از ظهر بیشتر فعال هستند؛ و دوباره از ساعت ۷ عصر تا ۴ صبح در طی چهار تا شش هفته قبل از تولد، بیشترین حرکت را خواهند داشت که باعث اختلال در استراحت مادر نیز می‌شوند.